# Rovaniemen Palloseura 2016

## Stagione
Nella stagione 2016 il RoPS ha disputato la Veikkausliiga, massima serie del campionato finlandese di calcio, terminando il torneo al sesto posto con 50 punti conquistati in 33 giornate, frutto di 13 vittorie, 11 pareggi e 9 sconfitte. In Liigacup è stato eliminato al termine della fase a gironi, avendo concluso al quarto posto il suo girone. In Suomen Cup è sceso in campo a partire dal quinto turno, ma venendo poi eliminato al sesto turno ad opera dell'Haka, squadra di Ykkönen. Ha partecipato alla UEFA Europa League 2016-2017 come secondo classificato nella Veikkausliiga 2015, accedendo al primo turno di qualificazione: dopo aver sconfitto prima gli irlandesi dello Shamrock Rovers, ha raggiunto il secondo turno, dove è stato eliminato dai croati del Lokomotiva Zagabria.

## Organico

### Rosa
| N. |                        | Ruolo | Calciatore                  |
| -- | ---------------------- | ----- | --------------------------- |
| 1  | Stati Uniti (bandiera) | P     | Tyler Back                  |
| 2  | Finlandia (bandiera)   | D     | Akseli Kalermo              |
| 3  | Finlandia (bandiera)   | D     | Jarkko Lahdenmäki           |
| 4  | Finlandia (bandiera)   | C     | Antti Okkonen               |
| 5  | Finlandia (bandiera)   | D     | Janne Saksela               |
| 6  | Finlandia (bandiera)   | C     | Juha Pirinen                |
| 7  | Finlandia (bandiera)   | C     | Mika Mäkitalo               |
| 8  | Finlandia (bandiera)   | C     | Robert Taylor               |
| 10 | Camerun (bandiera)     | A     | Jean Fridolin Nganbe Nganbe |
| 11 | Finlandia (bandiera)   | A     | Aleksandr Kokko             |
| 12 | Finlandia (bandiera)   | P     | Juhani Kangas               |
| 13 | Finlandia (bandiera)   | D     | Lassi Järvenpää             |
| 14 | Finlandia (bandiera)   | C     | Eetu Muinonen               |
| 15 | Finlandia (bandiera)   | A     | Jarkko Luiro                |

| N. |                        | Ruolo | Calciatore                 |
| -- | ---------------------- | ----- | -------------------------- |
| 16 | Finlandia (bandiera)   | D     | Ville Saxman               |
| 17 | Gambia (bandiera)      | C     | Mamut Saine                |
| 18 | Finlandia (bandiera)   | D     | Juho Hyvärinen             |
| 19 | Ghana (bandiera)       | A     | Ransford Osei              |
| 20 | Finlandia (bandiera)   | A     | Simo Roiha                 |
| 21 | Finlandia (bandiera)   | C     | Aapo Heikkilä              |
| 22 | Brasile (bandiera)     | P     | Ricardo Schuck Friedrich   |
| 23 | Slovacchia (bandiera)  | C     | Michal Mravec              |
| 25 | Spagna (bandiera)      | P     | Antonio Reguero            |
| 47 | Finlandia (bandiera)   | D     | Juuso Hämäläinen           |
| 77 | Spagna (bandiera)      | C     | José Antonio Pedrosa Galán |
| 85 | Stati Uniti (bandiera) | A     | Will John                  |
| 86 | Gambia (bandiera)      | D     | Abdou Jammeh               |
| 99 | Estonia (bandiera)     | A     | Albert Prosa               |

## Risultati

### UEFA Europa League

#### Primo turno
| Arbitro: | Georgios Kominis |

|  |           |                            |
|  | Marcatori | 27’ Lahdenmäki 74’ Saksela |

| Arbitro: | Dejan Jakimovski |

|              |           |                   |
| Muinonen 26’ | Marcatori | 22’ (rig.) McCabe |

#### Secondo turno
| Arbitro: | Thorvaldur Árnason |

|            |           |                   |
| Jammeh 87’ | Marcatori | 73’ (aut.) Jammeh |

| Arbitro: | Giorgi Kruashvili |

|                           |           |  |
| Fiolić 44’ Marić 49’, 83’ | Marcatori |  |

## Statistiche

### Statistiche di squadra
| Competizione       | Punti | In casa | In casa | In casa | In casa | In casa | In casa | In trasferta | In trasferta | In trasferta | In trasferta | In trasferta | In trasferta | Totale | Totale | Totale | Totale | Totale | Totale | DR  |
| Competizione       | Punti | G       | V       | N       | P       | Gf      | Gs      | G            | V            | N            | P            | Gf           | Gs           | G      | V      | N      | P      | Gf     | Gs     | DR  |
| ------------------ | ----- | ------- | ------- | ------- | ------- | ------- | ------- | ------------ | ------------ | ------------ | ------------ | ------------ | ------------ | ------ | ------ | ------ | ------ | ------ | ------ | --- |
| Veikkausliiga      | 50    | 17      | 9       | 6       | 2       | 24      | 10      | 16           | 4            | 5            | 7            | 19           | 23           | 33     | 13     | 11     | 9      | 43     | 33     | +10 |
| Liigacup           | -     | 3       | 1       | 1       | 1       | 3       | 2       | 2            | 0            | 2            | 0            | 1            | 1            | 5      | 1      | 3      | 1      | 4      | 3      | +1  |
| Suomen Cup         | -     | 0       | 0       | 0       | 0       | 0       | 0       | 2            | 1            | 0            | 1            | 9            | 4            | 2      | 1      | 0      | 1      | 9      | 4      | +5  |
| UEFA Europa League | -     | 2       | 0       | 2       | 0       | 2       | 2       | 2            | 1            | 0            | 1            | 2            | 3            | 4      | 1      | 2      | 1      | 4      | 5      | -1  |
| Totale             | -     | 22      | 10      | 9       | 3       | 29      | 14      | 22           | 6            | 7            | 9            | 31           | 31           | 44     | 16     | 16     | 12     | 60     | 45     | +15 |